# Atlantis Football Club de Yopougon
Maillots
L'Atlantis de Dimbokro est un club de football ivoirien basé à Abidjan. Il joue actuellement en Division 2. Il est dans la commune la plus grande d'Abidjan. 